# U-638
U-638 — средняя немецкая подводная лодка типа VIIC времён Второй мировой войны.

## История
Заказ на постройку субмарины был отдан 20 января 1941 года. Лодка была заложена 16 октября 1941 года на верфи «Blohm + Voss» в Гамбурге под строительным номером 614, спущена на воду 8 июля 1942 года. Лодка вошла в строй 3 сентября 1942 года под командованием оберлейтенанта Оскара Штаудингера.

### Флотилии
- 3 сентября 1942 года — 31 января 1943 года — 5-я флотилия (учебная)
- 1 февраля 1943 года — 5 мая 1943 года — 9-я флотилия

### История службы
Потоплена глубинными бомбами 5 мая 1943 года в результате атаки британского корвета.

## Волчьи стаи
U-638 входила в состав следующих «волчьих стай»:
- Raubgraf (7 марта — 14 марта 1943)
- Amsel I (4 мая — 5 мая 1943)